# Luchtaanvallen op Jemen 2024-2025

Locatie van luchtaanvallen in door Houthi's gecontroleerd gebied in Jemen (12 januari 2024)

Op 12 januari 2024 lanceerden de Verenigde Staten en het Verenigd Koninkrijk, met steun van Australië, Bahrein, Canada en Nederland, een reeks kruisraketten en luchtaanvallen op doelen van de Houthi-beweging in Jemen als reactie op aanvallen op schepen in de Rode Zee door commando's van de Houthi's. De Houthi's hadden eerder verklaard dat hun aanvallen bedoeld waren om de Palestijnen te steunen tijdens de oorlog tussen Israël en Hamas in 2023/2024; de aanvallen van de Houthi's op schepen werden de dag voor de aanval veroordeeld door de Veiligheidsraad van de Verenigde Naties.
De Amerikaanse president Joe Biden gaf opdracht tot de aanvallen en de Britse premier Rishi Sunak riep zijn kabinet bijeen om toestemming te geven voor Britse deelname. Amerikaanse functionarissen zeiden dat de aanvallen bedoeld waren om het vermogen van de Houthi's om Rode Zee-doelen aan te vallen aan te tasten en niet zozeer om leiders en Iraanse trainers te doden; de Houthi's zeiden dat er minstens vijf doden en zes gewonden waren.

## Achtergrond

Houthi-aanvallen op commerciële schepen in de Straat Bab-el-Mandeb

Met het begin van de oorlog tussen Hamas en Israël in oktober 2023, verklaarde de Hoogste Politieke Raad de Houthi's zijn steun aan Hamas en begon aanvallen uit te voeren op commerciële schepen die de Rode Zee doorkruisten, vooral in de Bab el Mandeb, de smalle zeestraat die de Rode Zee verbindt met de Golf van Aden. Hoewel de Houthi's aanvankelijk beweerden dat ze alleen commerciële schepen als doelwit hadden die op weg waren naar Israëlische havens of een band hadden met Israël, begonnen ze al snel lukraak schepen als doelwit te nemen en probeerden ze ook schepen aan te vallen zonder waarneembare Israëlische banden.
In december 2023 startte een multinationale operatie Operation Prosperity Guardian (Bewaker van de Welvaart) in de Rode Zee om aanvallen van Houthi-commando's op schepen tegen te gaan, maar zonder aanvallen op het vasteland.
Op 3 januari 2024 stelden de Verenigde Staten en een groep landen een ultimatum aan de Houthi's om hun activiteiten te staken.
Een dag voor de aanval nam de Veiligheidsraad van de Verenigde Naties een resolutie aan waarin de activiteiten van de Houthi's in de Rode Zee werden veroordeeld, waarbij Rusland, China, Algerije en Mozambique zich van stemming onthielden.
De aanvallen (door de Houti's) hebben schade toegebracht aan schepen die door de Rode Zee voeren, maar tot nu toe (20 januari 2024) zijn er geen bevestigde gewonden (op commerciële schepen). Maar veel rederijen leiden hun schepen om via de veel langere route rond Zuid-Afrika, terwijl andere stijgende verzekeringspremies moeten betalen.

## Aanvallen
De eerste raketaanvallen door de VS en het VK vonden plaats in de vroege ochtend van 12 januari 2024 (Jemenitisch tijd). Er werd ondersteuning geboden door Nederland, Australië, Canada en Bahrein waarbij geen raketten werden gelanceerd.
Na de aanvallen van 12 januari werden de aanvallen voortgezet door de VS met kleine operaties sindsdien en op 24 januari vond de tweede grote operatie van de VS en het VK plaats.
Een derde gezamenlijke aanval door Amerikaanse en Britse strijdkrachten met de inzet van geleide precisiebommen vond plaats op 3 februari 2024.
Op 24 februari 2024 (23:50 uur Jemenitisch tijd), na een golf van aanvallen door de Houthi-militie op schepen in de Rode Zee en de Golf van Aden, vielen de VS en het VK meerdere locaties in Jemen aan in hun vierde gecombineerde operatie. De luchtaanvallen werden uitgevoerd met steun van Canada, Australië, Bahrein, Denemarken, Nederland en Nieuw-Zeeland.
Begin maart 2025 tijdens de tweede termijn van de Amerikaanse president Donald Trump werden de Houthi-rebellen op de lijst met terroristische organisaties gezet. Op 15 maart liet Trump luchtaanvallen uitvoeren op de Jemenitische hoofdstad Sanaa en het Houthi-bolwerk Sa'dah. De rebellen spraken van om en bij 101 gewonden en minstens 31 doden. Trump dreigde met nog meer bombardementen zolang de rebellen Amerikaanse schepen blijven aanvallen. Ook waarschuwde hij Iran te stoppen met de rebellen te ondersteunen. Twee dagen later volgde een tweede Amerikaanse luchtaanval op Jemen.
Op 6-7 mei 2025 bereikten de Verenigde Staten en Houthi's een wapenstilstand met behulp van bemiddelaar Oman. De VS stopten met bombardementen op Jemen en de Houthi's beloofden de commerciële scheepvaart in de Rode Zee met rust te laten, maar bleven wel Israëlisch grondgebied als potentieel doelwit beschouwen.